# Rimas
Rimas ist ein litauischer männlicher Vorname und Familienname, abgekürzt von  Rimantas. 

## Formen
- weiblich: Rima
- Verniedlichung: Rimutis

## Personen
Vorname
- Rimas Andrikis (* 1950), Rechtsanwalt, Anwaltskammerpräsident, Richter des Obersten Gerichts
- Rimas Kurtinaitis (* 1960), Basketball-Trainer und ehemaliger Basketball-Spieler
- Rimas Antanas Ručys (* 1954), Politiker, Mitglied des Seimas
- Rimas Stanislovas Jonaitis (* 1943), Verteidigungspolitiker, Vizeminister
- Rimas Stankūnas (* 1970),  Politiker, Bürgermeister von Raseiniai
- Rimas Valčiukas (*  1958), Politiker, Mitglied von Seimas, Polizeikommissar

Nachname
- Algis Rimas (1940–2010),  Politiker, Mitglied des Seimas